# Исихара, Юдзиро
Юдзиро Исихара (яп. 石原裕次郎  Исихара Юдзиро), англ. Yûjirô Ishihara (28 декабря 1934, Кобэ, префектура Хёго, Япония — 17 июля 1987, Токио) — японский актёр, певец и кинопродюсер. В японском кино конца 1950-х и начала 1960-х годов Юдзиро Исихара был королём экрана. Из буквально миллиардов проданных билетов в кино тех времён более половины приходилось на долю кинокомпании «Никкацу», и по большей части на киноленты с участием Юдзиро Исихары. Он был не просто популярной звездой экрана, а имел невероятно мощное воздействие на японскую поп-культуру. Воплощая на экране недовольных папенькиным образом жизни молодых людей, «бунтовщиков без идеала», Юдзиро Исихара очень быстро превратился в идола молодёжи и был как бы японским эквивалентом голливудских бунтарей того периода Джеймса Дина, Марлона Брандо и Элвиса Пресли.
Юдзиро был младшим братом известного писателя, политика и мэра Токио (в период с 1999 по 2012 годы) Синтаро Исихары. Юдзиро дебютировал небольшой ролью в фильме «Солнечный сезон» (1956), поставленном по одноимённому роману-бестселлеру, написанному его старшим братом. «Солнечный сезон» имел небывалый успех и кинокомпания «Никкацу», напав на золотую жилу, ставит один за другим фильмы о «солнечном племени» — киноленты о судьбе разочарованного молодого поколения японцев. В последующие несколько лет Юдзиро снимется в главных ролях в экранизациях других произведений брата, и все они будут рассказывать о преступном поведении «солнечного племени».

## Биография

#### Ранние годы

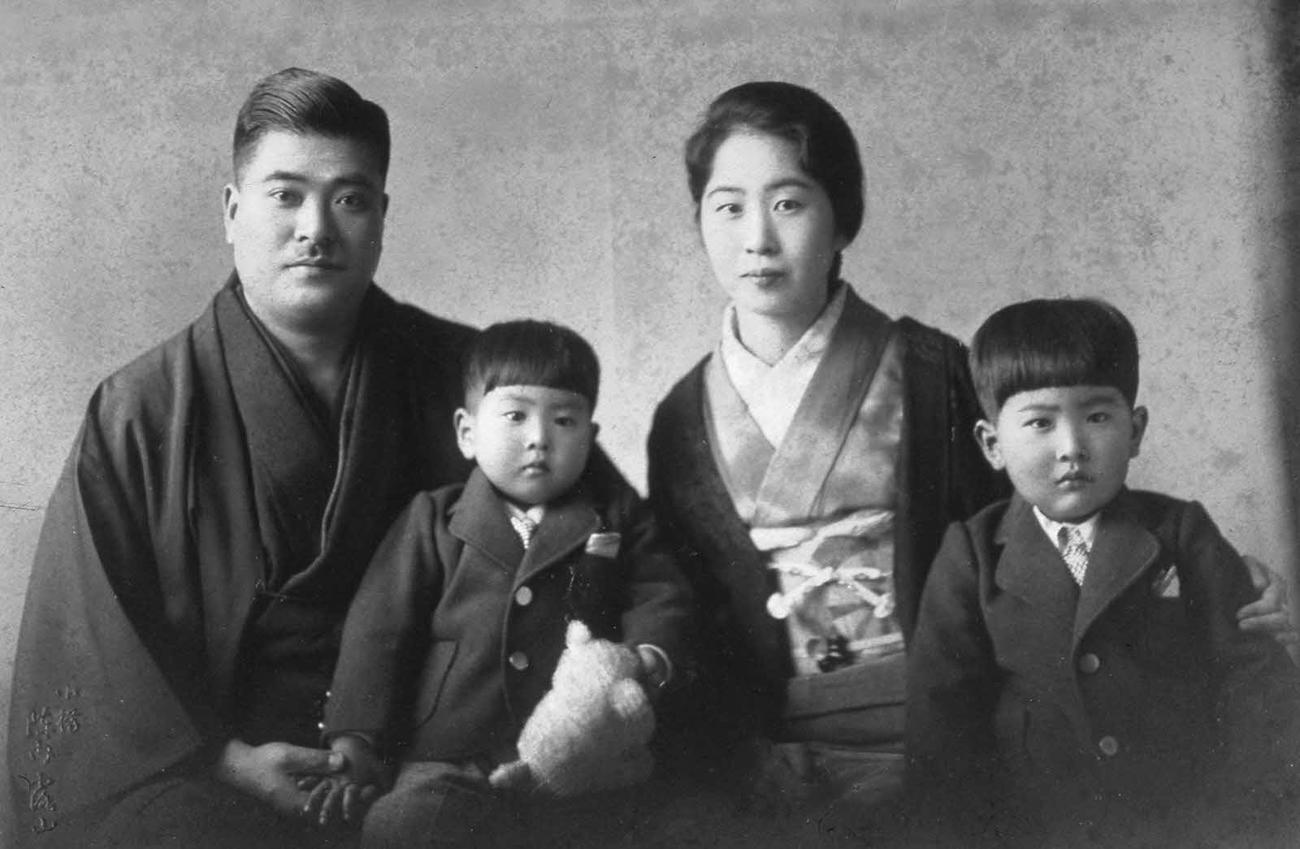
Семья Исихара: отец, мать и маленькие Юдзиро и Синтаро (фото середины 1930-х годов)

Юдзиро родился и провёл первые детские годы в Кобэ, административном центре префектуры Хёго. Затем его отцу, сотруднику судоходной компании Mitsui O.S.K. Lines, занимавшейся морскими перевозками, предложили возглавить одно из отделений фирмы в Отару, на острове Хоккайдо, куда перебралось всё семейство. Семья Исихара была довольно обеспеченной и состояла из четверых человек: отец Киёси (родом из префектуры Эхимэ), мать Коси (домохозяйка, родом из города Миядзимы, ныне поглощённого городом Хацукайти, префектура Хиросима) и двое их сыновей — старший Синтаро (родившийся в 1932 году) и младший Юдзиро. В Отару маленький Юдзиро ходил какое-то время в детский сад Otaru Fuji, однако, уже тогда проявился его бунтарский характер и малыш отказался от посещений дошкольного учреждения, с чем его довольно рассудительные родители и согласились. Во время учёбы в муниципальной начальной школе Отару юный Юдзиро научился отлично плавать и принимал участие в школьных состязаниях по плаванию. Также в этот период спортивный мальчик увлёкся горными лыжами, катаясь со спусков горы Тэнгу, расположенной к юго-западу от центра города Отару. После того, как в 1943 году отца перевели в токийский филиал, всё семейство переехало в соседний с Токио небольшой городок Дзуси (префектура Канагава). Здесь восьмилетний Юдзиро продолжил посещать начальные классы неполной муниципальной средней школы города Дзуси. В этой школе его спортивный интерес проявился в увлечении баскетболом. Закончил получать среднее образование в средней школе для мальчиков Кэйо, находившейся в городе Сики (префектура Сайтама). Выпускники этой школы имеют право поступления в престижнейший столичный Университет Кэйо без вступительных экзаменов, чем и воспользовался Юдзиро, поступив на юридический факультет. Юдзиро мало интересовала учёба, он больше проводил время в праздности и развлечениях, чем доставлял немало хлопот матери и старшему брату, бывшему к тому времени главой семьи, так как их отец умер в 1951 году. Когда в 1956 году Юдзиро заключил контракт с кинокомпанией «Никкацу» и начал сниматься в кино, он вообще бросил учёбу в университете.

#### Карьера и судьба
Старший брат Синтаро, ещё будучи студентом университета Хитоцубаси, написал и опубликовал в 1955 году роман «Солнечный сезон» об обманутых надеждах молодого поколения. Прототипом главного героя для него послужил родной брат Юдзиро, ведший богемный образ жизни, буквально не вылезая из игорных и публичных домов, а также ночных баров, днём же необузданного юношу можно было найти на солнечных пляжах. Роман был удостоен престижной литературной премии имени Акутагавы. Кинокомпания «Никкацу» приобрела у Синтаро Исихары права на экранизацию, а когда начались съёмки, писатель предложил продюсеру и режиссёру попробовать на роль главного героя своего младшего брата. И хотя режиссёр забраковал Юдзиро, тем не менее его взяли на съёмки в качестве актёра второго плана и консультанта по парусным лодкам. Имевший грандиозный успех фильм «Солнечный сезон» (1956) вызвал к жизни определённое «солнечное племя», обозначающее молодых бунтарей, которые стали социальным фактом японской действительности середины 1950-х годов. Появляется целая серия кинолент о преступном поведении «солнечного племени», во многих из которых за основу брались романы Синтаро Исихары. Герои этих фильмов — юноши и девушки, отвергавшие социальный порядок Японии и облекавшие свой протест в экстравагантные формы резкого неприятия нравственных устоев общества. Своего рода символом этого протестующего поколения стал Юдзиро Исихара, который сыграл главные роли во множестве из этих кинолент («Безумный плод», «Лунное затмение» — оба фильма 1956 года, и др.). В 1958 году молодой актёр был удостоен премии «Голубая лента» в номинации «Дебютант года» за роли в двух фильмах 1957 года: «Орёл и ястреб» и «Ураганный барабанщик» (режиссёр обоих — Умэцугу Иноуэ). Вышедшая в конце 1957 года кинолента «Ураганный барабанщик» относится к лучшим работам актёра того периода. Фильм рассказывает историю молодого ударника, его попыток преодолеть сложности взаимоотношений с матерью, при этом развивать свою музыкальную карьеру, которой и противилась родительница, а также необходимо было решить его опасные столкновения с преступной группировкой. Этот яркий и хорошо смонтированный фильм немного напоминает киноленту с Элвисом Пресли «Тюремный рок» (1957). Параллели с Элвисом уместны ещё и потому, что в этом фильме Юдзиро Исихара проявляет себя не только как хороший актёр, но и как певец.
Одной из успешных лент этого периода стала криминальная драма в стилистике якудза эйга «Ржавый нож» (1958, реж. Тосио Масуда), где Исихара исполнил главную роль — бывшего гангстера Юкихико Татибану, пытающегося завязать со своим тёмным прошлым, но вынужденного схватиться за нож, чтобы отомстить за свою погибшую возлюбленную. Вместе со своим партнёром по этому фильму, актёром Акирой Кобаяси, сыгравшем его друга Макото, Юдзиро Исихара на тот момент были главными кассовыми звёздами компании «Никкацу». Он бы пошёл и дальше, чтобы стать одним из выдающихся звёзд эпохи Сёва, с его незаурядным личным обаянием, помноженным на актёрский и певческий таланты, если бы его жизнь не была омрачена болезнями и травмами.
Безумный ритм работы в эти годы (за шесть первых лет в кинематографе Юдзиро снялся в 57 фильмах) приводят молодого актёра в 1962 году к опустошению и депрессии. Свою усталость он в очередной раз снимает как обычно, — уйдя в беспрестанное пьянство. Придя в себя, Юдзиро 28 декабря 1962 года (в день своего 28-летия) собирает пресс-конференцию, на которой заявляет о создании своей собственной независимой компании «Исихара про». Первый же фильм его кинокомпании был хорошо встречен критикой и собратьями кинематографистами (он даже номинировался на американскую кинопремию «Золотой Глобус» за лучший фильм на иностранном языке). Это была драматическая картина «В одиночку через Тихий океан», снятая режиссёром Коном Итикавой в 1963 году. Главную роль исполнил сам Исихара. Он был инициатором создания этой киноленты во многом из-за сюжета, основанного на автобиографической книге Кэнъити Хориэ, проплывшем на своей парусной лодке за 93 дня от Осаки до Сан-Франциско. Сам Юдзиро был с юных лет страстным поклонником парусного спорта и частенько в перерывах между съёмками уходил в море.
В 1968 году Юдзиро Исихара объединил усилия со знаменитым японским актёром старшего поколения Тосиро Мифунэ и его компанией «Мифунэ про» для постановки эпического блокбастера «Солнце над Куробэ», режиссёром которого был приглашён начинающий тогда Кэй Кумаи. Фильм имел успех в прокате и принёс огромную прибыль: при бюджете в 400 миллионов иен, кассовые сборы составили 1,6 миллиарда иен. Однако после обвальной левоориентированной критики в прессе, где создателей киноленты обвиняли в заказной постановке во славу финансовых корпораций (действительно несколько крупных энергетических и строительных компаний вложили деньги в проект), Юдзиро Исихара после первого года показа изъял фильм из проката. До своей смерти в 1987 году Исихара препятствовал показу киноленты в кинотеатрах, её трансляции на телеэкране и выпуску на видеокассетах. Лишь спустя двадцать лет после его кончины, фильм вышел на DVD.
Начало 1970-х годов — крайне сложный период в судьбе Юдзиро Исихары. После нескольких провальных в коммерческом плане кинолент его компания «Исихара про» была близка к банкротству, имея долг, превышающий 200 миллионов иен. Кроме того, в 1971 году Исихара пережил два серьёзных заболевания. Сначала врачи констатировали у него острую пневмонию, затем был поставлен диагноз: туберкулёз. В этот год он много времени провёл на больничной койке. С его долгами помогли разобраться друзья и представители крупного бизнеса, верившие в него, и предложившие его компании займы и пожертвования. Так, например, свой вклад в дело пошатнувшейся компании внёс популярный к тому времени молодой актёр Тэцуя Ватари. Звезда Ватари по планам «Никкацу» должна была взойти на смену уже не юному Юдзиро Исихаре. Так и было во второй половине 1960-х, когда он стал одним из идолов того поколения молодёжной аудитории. Но на пике успеха Тэцуя Ватари из-за решения руководства «Никкацу» о переориентации на так называемые Pinku eiga («розовые фильмы», или мягкое порно), разорвал (в числе многих других студийных кинозвёзд) контракт с кинокомпанией и пришёл к Юдзиро Исихаре с предложением работать в его «Исихара про», оказав при этом и финансовую поддержку еле державшейся на плаву компании. Следует, однако, признать, что и в дальнейшем, фильмы, снятые в компании «Исихара про», хоть и были некоторые из них успешными, но никогда не достигали того уровня массовой популярности, каким обладали киноленты Исихары раннего периода его работы в кинокомпании «Никкацу».
В 1970-е, Юдзиро Исихара, учитывая его уже несколько поблекший внешний вид (в связи с возрастом, болезнями и образом жизни гуляки), отходит от актёрской деятельности, всё реже появляясь на киноэкране. Но, после долгих раздумий и уговоров друзей принял предложение от телекомпании на участие в сериале, чему ранее очень противился, считая работу на ТВ недостойным своего звёздного статуса. Сериал «Вой на солнце», стартовавший в июле 1972 года был довольно удачным и ознаменовал новый рывок в его карьере. Теперь он уже не пытался изображать из себя героя без страха и упрёка, а был добрым и мудрым наставником для молодёжи. Примерно того же плана была его роль и в другом успешном сериале конца 1970-х «Западный округ полиции». Во время съёмок в этом сериале Юдзиро в 1978 году пережил госпитализацию и длительное лечение в связи с обнаруженным у него раком языка, а в октябре 1979 года, также на съёмочной площадке сериала «Западный округ полиции» Юдзиро Исихара почувствовал острую боль в груди и потерял сознание. Диагноз, озвученный после его госпитализации: аневризма аорты. Несколько дней пролежавший в коме, Юдзиро был прооперирован при ухудшении состояния и поднявшемся артериальном давлении. Шанс на благополучный исход операции был крайне низок — всего 3 %. Однако, сильный и выносливый организм актёра преодолел этот барьер и исход операции был благополучным.
В 1980-е годы популярный актёр проводил всё больше времени на отдыхе, либо в медицинских учреждениях. В 1984 году врачи обнаружили у него рак печени, о чём было сообщено только его брату Синтаро и Масахико Кобаяси, который был близким другом Юдзиро и его помощником, осуществлявшим контроль за деятельностью компании «Исихара про» в отсутствие хозяина. Несмотря на молчание близких людей о действительном диагнозе, Юдзиро догадывался, чем он болен, хотя и не подавая виду, старался держаться. На какое-то время он, привыкший быть гордым и независимым, бросил лечение и уехал на Гавайи. Затем, прислушавшись всё же к мольбам близких ему людей, вернулся в Токио в апреле 1987 года и был госпитализирован в больницу университета Кэйо, где и умер 17 июля того же года в возрасте пятидесяти двух лет.

#### Личная жизнь
До начала своей кинокарьеры Юдзиро вёл довольно разгульную жизнь и девушек, что называется, менял как перчатки. Но как только Юдзиро перешагнул порог киностудии, его буквально подменили. Юдзиро впервые влюбился, причём раз и навсегда. К тому же его избранницей стала королева экрана, популярная звезда кинокомпании «Никкацу» 1950-х годов Миэ Китахара. Будучи старше Юдзиро на год, Миэ к моменту его дебюта в 1956 году уже несколько лет блистала на экране. Они вместе снялись во второй половине 1950-х годов во множестве кинолент, а 2 декабря 1960 года состоялась их пышная свадьба, на которой присутствовали многие видные деятели японской культуры, политики и спорта. Миэ Китахара (настоящее имя Макико Араи) ради семейного счастья покинула кинематограф, полностью посвятив себя заботам о домашнем очаге. С момента замужества она забыла и о своём творческом псевдониме, став госпожой Макико Исихара. Их счастливый союз был омрачён лишь отсутствием детей, но не по вине супруги, так как бесплодным был Юдзиро. Макико до самых последних его дней была любимой и единственной женщиной, которую он боготворил.

## Память
В память о брате Синтаро Исихара написал и издал в 1996 году книгу-биографию «Младший брат», где с предельной откровенностью и прямотой описал их жизнь. В 2004 году телекомпания TV Asahi экранизировала эту книгу, сняв довольно мелодраматичный одноимённый мини-сериал, который растрогал японцев до слёз.
Образ Юдзиро Исихары был изображён на почтовой марке в 1997 году (к 10 летию памяти о нём).
На острове Хоккайдо, в Отару, где семья Исихара прожили несколько предвоенных лет открыт мемориальный музей Юдзиро Исихары. В нём представлено более 20 000 экспонатов, принадлежащих популярному актёру, в том числе его подлинная одежда и автомобили. Ежегодно музей посещают более одного миллиона поклонников Исихары. Этот музей часто сравнивают с мемориальным домом-музеем Грейсленд в Мемфисе, США, посвящённом Элвису Пресли (в среднем 600 000 посетителей в год).

## Кинопремии
Премия «Голубая лента»
- 8-я церемония награждения (1958)

- Премия лучшему дебютанту 1957 года — за роли в двух фильмах «Орёл и ястреб» и «Ураганный барабанщик» (режиссёр обоих — Умэцугу Иноуэ).

Премия Японской киноакадемии
- 12-я церемония вручения премии (1988)

- Специальная премия за карьеру (посмертно).

Кинопремия «Майнити» (1988)
- Специальная премия за карьеру (посмертно).

## Фильмография
| Год         | Русское название                                                                | Оригинальное название        | Название на ромадзи                | Английское название в международном прокате                                                              | Режиссёр                              | Роль                      |
| ----------- | ------------------------------------------------------------------------------- | ---------------------------- | ---------------------------------- | --- | ------------------------------------- | ------------------------- |
| 1950-е годы |                                                                                 |                              |                                    | |                                       |                           |
| 1956        | «Солнечный сезон»                                                               | 太陽の季節                   | Taiyo no kisetsu                   | Season of the Sun                                                                                        | Такуми Фурукава                       | господин Идзу             |
| 1956        | «Безумный плод» (в ином переводе — «Плоды безумия»)                             | 狂った果実                   | Kurutta kajitsu                    | Crazed Fruit                                                                                             | Ко Накахира                           | Такасима Нацухиса         |
| 1956        | «Детская коляска»                                                               | 乳母車                       | Ubaguruma                          | The Baby Carriage                                                                                        | Томотака Тадзака                      | Мунэо Айдзава             |
| 1956        | «Песня под землёй»                                                              | 地底の歌                     | Chitei no uta                      | The Song under the Ground                                                                                | Хироси Ногути                         | Фую                       |
| 1956        | «Лунное затмение»                                                               | 月蝕                         | Gesshoku                           | Lunar Eclipse                                                                                            | Умэцугу Иноуэ                         | Мацуки                    |
| 1956        | «Вылазка человека-торпеды»                                                      | 人間魚雷出撃す               | Ningen gyorai shutsugekisu         | The Human Torpedoes' Sortie                                                                              | Такуми Фурукава                       | лейтенант Куросаки        |
| 1957        | «Три сестры-сорвиголовы: Пляжный танец»                                         | お転婆三人姉妹 踊る太陽      | Otemba san’nin shimai: Odoru taiyô | Three Tomboy Sisters: The Dancing Sun                                                                    | Умэцугу Иноуэ                         | Дайсуккэ Ямано            |
| 1957        | «Рождение дочери джаза»                                                         | ジャズ娘誕生                 | Jazu musume tanjô                  | Birth of a Jazz child                                                                                    | Масахиса Сунохара                     | Харуо Нандзё              |
| 1957        | «Победитель»                                                                    | 勝利者                       | Shori-sha                          | The Winner / The Champion                                                                                | Умэцугу Иноуэ                         | Сюнтаро Фума              |
| 1957        | «Сегодняшняя жизнь»                                                             | 今日のいのち                 | Kyo no inochi                      | This Day’s Life                                                                                          | Томотака Тадзака                      | Ивадзиро Ивамото          |
| 1957        | «Солнце в последние дни сёгуната»                                               | 幕末太陽伝                   | Bakumatsu taiyoden                 | The Sun Legend of the End of the Tokugawa Era                                                            | Юдзо Кавасима                         | Синсаку Такасуги          |
| 1957        | «Негодяи из порта»                                                              | 海の野郎ども                 | Umi no yarodomo                    | | Канэто Синдо                          | Мацу Тидори               |
| 1957        | «Орёл и ястреб»                                                                 | 鷲と鷹                       | Washi to taka                      | The Eagle and the Hawk                                                                                   | Умэцугу Иноуэ                         | Сэнкити                   |
| 1957        | «Я жду»                                                                         | 俺は待ってるぜ               | Ore wa matteru ze                  | I Am Waiting                                                                                             | Корэёси Курахара                      | Дзодзи Симаки             |
| 1957        | «Ураганный барабанщик» («Парень, который поднял бурю»)                          | 嵐を呼ぶ男                   | Arashi o yobu otoko                | Man Who Causes a Storm                                                                                   | Умэцугу Иноуэ                         | Соити Кокубу              |
| 1958        | «Тело и душа»                                                                   | 心と肉体の旅                 | Kokoro to nikutai no tabi          | Body and Soul                                                                                            | Тосио Масуда                          | (в титрах не указан)      |
| 1958        | «Клыки ночи»                                                                    | 夜の牙                       | Yoru no kiba                       | Fangs of the Night                                                                                       | Умэцугу Иноуэ                         | Кэнкити Сугиура           |
| 1958        | «Ржавый нож»                                                                    | 錆びたナイフ                 | Sabita naifu                       | Rusty Knife                                                                                              | Тосио Масуда                          | Юкихико Татибана          |
| 1958        | «Солнечный спуск»                                                               | 陽のあたる坂道               | Hi no ataru sakamichi              | A Slope in the Sun                                                                                       | Томотака Тадзака                      | Синдзи Тасиро             |
| 1958        | «Завтра будет другой день»                                                      | 明日は明日の風が吹く         | Ashita wa ashita no kaze ga fuku   | Tomorrow Is Another Day                                                                                  | Умэцугу Иноуэ                         | Кэндзи Мацуяма            |
| 1958        | «Этот замечательный парень»                                                     | 素晴しき男性                 | Subarashiki dansei                 | That Wonderful Guy                                                                                       | Умэцугу Иноуэ                         | Такэо Дан                 |
| 1958        | «Скорость ветра 40 метров»                                                      | 風速４０米                   | Fûsoku yonjû mêtoru                | A Man Who Rode the Typhoon                                                                               | Корэёси Курахара                      | Такисо                    |
| 1958        | «Красная набережная»                                                            | 赤い波止場                   | Akai hatoba                        | Red Pier                                                                                                 | Тосио Масуда                          | Дзиро Томинага            |
| 1958        | «Разборки в шторм»                                                              | 嵐の中を突っ走れ             | Arashi no naka o tsuppashire       | Showdown in the Storm                                                                                    | Корэёси Курахара                      | Цуёси Кира                |
| 1958        | «Багровые крылья»                                                               | 紅の翼                       | Kurenai no tsubasa                 | Crimson Wings                                                                                            | Ко Накахира                           | Кодзи Исида               |
| 1959        | «Поток молодёжи»                                                                | 若い川の流れ                 | Wakai kawa no nagare               | The Stream of Youth                                                                                      | Томотака Тадзака                      | Кэнсукэ Сонэ              |
| 1959        | «Сегодня мы живём»                                                              | 今日に生きる                 | Kyō ni ikiru                       | We Live Today                                                                                            | Тосио Масуда                          | Сундзи Дзё                |
| 1959        | «Человек взрывается»                                                            | 男が爆発する                 | Otoko ga bakuhatsu suru            | Explosion Came                                                                                           | Тосио Масуда                          | Кэнсаку Мурото            |
| 1959        | «Эхо любви»                                                                     | 山と谷と雲                   | Yama to tani to kumo               | The Echo of Love                                                                                         | Ёити Усихара                          | Таро Макито               |
| 1959        | «Любовь и смерть»                                                               | 世界を賭ける恋               | Sekai o kakeru koi                 | Love and Death                                                                                           | Эйсукэ Такидзава                      | Юдзи Мураока              |
| 1959        | «Мечтай юноша, мечтай»                                                          | 男なら夢をみろ               | Otoko nara yume o miro             | Dream Youngman Dream                                                                                     | Ёити Усихара                          | Нацуо Кидзима             |
| 1959        | «Дикий репортёр»                                                                | 清水の暴れん坊               | Shimizu no abaren bō               | The Wild Reporter                                                                                        | Акинори Мацуо                         | Тосио Исимацу             |
| 1959        | «Человек, который рисковал на земле и в небе»                                   | 天と地を駈ける男             | Ten to chi o kakeru otoko          | The Sky Is Mine                                                                                          | Тосио Масуда                          | Тэцуо Инаба               |
| 1959        | «Когда мужчина рискует своей жизнью»                                            | 男が命を賭ける時             | Otoko ga inochi wo kakeru toki     | When a Man Risks His Life                                                                                | Акинори Мацуо                         | Дзётаро Комуро            |
| 1960-е годы |                                                                                 |                              |                                    | |                                       |                           |
| 1960        | «Ветер в притоне»                                                               | 鉄火場の風                   | Tekkaba no kaze                    | Wind in the Gambling Den                                                                                 | Ёити Усихара                          | Эйдзи Хатанака            |
| 1960        | «Разборки в замке Хакугин (Сироганэ)»                                           | 白銀城の対決                 | Hakuginjou no taiketsu             | Of Men and Money                                                                                         | Такэити Сайто                         | Сунсукэ Иба               |
| 1960        | «Цветение любви»                                                                | あじさいの歌                 | Ajisai no uta                      | Blossoms of Love                                                                                         | Эйсукэ Такидзава                      | Тосукэ Кавада             |
| 1960        | «Древо молодости»                                                               | 青年の樹                     | Seinen no ki                       | Tree of Youth                                                                                            | Тосио Масуда                          | Такэма Кадзухиса          |
| 1960        | «Я покорил мир»                                                                 | 天下を取る                   | Tenka o Toru                       | I Take the World                                                                                         | Ёити Усихара                          | Дайта Даймон              |
| 1960        | «Скандалист»                                                                    | 喧嘩太郎                     | Kenka Tarô                         | The Brawler                                                                                              | Тосио Масуда                          | Таро Уно                  |
| 1960        | «Профессор-гангстер»                                                            | やくざ先生                   | Yakuza sensei                      | Professor Gangster                                                                                       | Акинори Мацуо                         | Юдзо Нитта                |
| 1960        | «Будет ли завтра солнечно»                                                      | あした晴れるか               | Ashita hareru ka                   | Will Tomorrow Be Sunny                                                                                   | Ко Накахира                           | Ёхэй Мисуги               |
| 1960        | «Человек на корриде»                                                            | 闘牛に賭ける男               | Tôgyû ni kakeru otoko              | The Man at the Bullfight                                                                                 | Тосио Масуда                          | Тору Китами               |
| 1961        | «Для этого мы боремся»                                                          | 街から街へつむじ風           | Machi kara machi e tsumujikaze     | For This We Fight                                                                                        | Акинори Мацуо                         | Синъити Масаки            |
| 1961        | «Он и я»                                                                        | あいつと私                   | Aitsu to watashi                   | That Guy and I                                                                                           | Ко Накахира                           | Сабуро Курокава           |
| 1961        | «---»                                                                           | 堂堂たる人生                 | Dôdôtaru jinsei                    | | Ёити Усихара                          | Сюхэй Тюбэ                |
| 1961        | «Арабская буря»                                                                 | アラブの嵐                   | Arabu no arashi                    | The Arab Storm                                                                                           | Ко Накахира                           | Синтаро Мунаката          |
| 1962        | «Мужчина и город, в котором ему жить» («Ночные игры между мужчиной и женщиной») | 男と男の生きる街             | Otoko to otoko no ikiru machi      | Men and Women’s Lullaby Game                                                                             | Тосио Масуда                          | Кацуо Ивасаки             |
| 1962        | «Любовная история в Гиндзе»                                                     | 銀座の恋の物語               | Ginza no koi no monogatari         | The Love Story of Ginza                                                                                  | Корэёси Курахара                      | Дзиро Бан                 |
| 1962        | «Место молодёжи»                                                                | 青年の椅子                   | Seinen no isu                      | The Seat of Youth                                                                                        | Кацуми Нисикава                       | Торахико Такасака         |
| 1962        | «Лицом к облакам»                                                               | 雲に向かって起つ             | Kumo ni mukatte tatsu              | Facing to the Clouds                                                                                     | Эйсукэ Такидзава                      | Такэма Сакаки             |
| 1962        | «Как я тебя ненавижу!» («Этот ужасный парень»)                                  | 憎いあンちくしょう           | Nikui an-chikushō                  | I Hate But Love                                                                                          | Корэёси Курахара                      | Дайсаку Кита              |
| 1962        | «Истребитель "Чёрное облако"»                                                   | 零戦黒雲一家                 | Reisen kurokumo ikka               | The Zero Fighter                                                                                         | Тосио Масуда                          | Ган Танимура              |
| 1962        | «Молодые люди» («Свежие листья»)                                                | 若い人                       | Wakai hito                         | Young People / Flesh Leaves                                                                              | Кацуми Нисикава                       | Синтаро Масаки            |
| 1962        | «Радуга над Кинмэнь»                                                            | 金門島にかける橋             | Kimu mon tō kakeru hashi           | Rainbow over the Kinmen                                                                                  | Акинори Мацуо                         | Итиро Такэй               |
| 1962        | «Человек с татуировкой дракона»                                                 | 花と竜                       | Hana to ryu                        | A Man With a Dragon Tattoo                                                                               | Тосио Масуда                          | Кингоро Тамай             |
| 1963        | «Нет там ничего интересного?»                                                   | 何か面白いことないか         | Nanika omoshiroi koto nai ka       | Isn’t There Anything Interesting?                                                                        | Корэёси Курахара                      | Дзиро Хаясака             |
| 1963        | «Побег к солнцу»                                                                | 太陽への脱出                 | Taiyō e no dasshutsu               | Escape to the Sun / Escape into Terror                                                                   | Тосио Масуда                          | Сиро Хаями                |
| 1963        | «Блюз туманной ночью»                                                           | 夜霧のブルース               | Yogiri no burûsu                   | Foggy Night Blues                                                                                        | Такаси Номура                         | Дзюндзо Нисиваки          |
| 1963        | «В одиночку через Тихий океан»                                                  | 太平洋ひとりぼっち           | Taiheiyô hitoribotchi              | Alone Across the Pacific                                                                                 | Кон Итикава                           | яхтсмен, главный герой    |
| 1964        | «Красный платочек»                                                              | 赤いハンカチ                 | Akai hankachi                      | Red Handkerchief                                                                                         | Тосио Масуда                          | Дзиро Миками              |
| 1964        | «Холм на закате»                                                                | 夕陽の丘                     | Yūhi no oka                        | Sunset Hill                                                                                              | Акинори Мацуо                         | Кэндзи Синохара           |
| 1964        | «Кровь игрока»                                                                  | 鉄火場破り                   | Tekkaba yaburi                     | Gambler’s Blood                                                                                          | Такэити Сайто                         | правитель Канто           |
| 1964        | «Убить киллера»                                                                 | 殺人者を消せ                 | Satsujin sha o kese                | Kill the Killer                                                                                          | Тосио Масуда                          | Дзиро Хаякава             |
| 1964        | «Побеждённый вынужден повиниться»                                               | 敗れざるもの                 | Yabure zarumono                    | | Акинори Мацуо                         | Тэцуя Хасимото            |
| 1964        | «Чёрный пролив»                                                                 | 黒い海峡                     | Kuroi Kaikyo                       | Black Channel                                                                                            | Мио Эдзаки                            | Акио Маки                 |
| 1965        | «Взятие замка»                                                                  | 城取り                       | Shirotori                          | Taking the Castle                                                                                        | Тосио Масуда                          | Тодзо Курума              |
| 1965        | «Воздушные приключения»                                                         |                              |                                    | Those Magnificent Men in Their Flying Machines or How I Flew from London to Paris in 25 hours 11 minutes | Кен Эннакин                           | Ямамото                   |
| 1965        | «Печаль»                                                                        | 泣かせるぜ                   | Nakaseru ze                        | ' | Акинори Мацуо                         | Синсаку Хибики            |
| 1966        | «Два мирных человека»                                                           | 二人の世界                   | Akai tanima no kettô               | | Акинори Мацуо                         | Юити Ходзё                |
| 1966        | «Босс молодёжи»                                                                 | 青春大統領                   | Seishun daitōryō                   | Youth Vice President                                                                                     | Мио Эдзаки                            | Такаси Минэока            |
| 1966        | «Ночной туман»                                                                  | 夜霧の慕情                   | Yogiri no bojō                     | The Night mist                                                                                           | Акинори Мацуо                         | Ёсиро Хорибэ              |
| 1966        | «Убей ночную розу»                                                              | 夜のバラを消せ               | Yoru no bara o kese                | Kill the Night Rose                                                                                      | Тосио Масуда                          | Синроку Токугава          |
| 1966        | «Гавань, куда нет возврата»                                                     | 帰らざる波止場               | Kaerazeru hatoba                   | The Herbor of No Return                                                                                  | Мио Эдзаки                            | Сиро Цуда                 |
| 1966        | «Вызов славе»                                                                   | 栄光への挑戦                 | Eiko eno chôsen                    | Challenge for Glory                                                                                      | Тосио Масуда                          |                           |
| 1966        | «Последний побег»                                                               | 逃亡列車                     | Tōbō ressha                        | The Last Escape                                                                                          | Мио Эдзаки                            | Дайсаку Арисака           |
| 1967        | «Тёплая туманная ночь»                                                          | 夜霧よ今夜も有難う           | Yogiri yo kon’ya mo arigatô        | A Warm Misty Night                                                                                       | Мио Эдзаки                            | Тору Сагара               |
| 1967        | «Шторм пришёл и ушёл»                                                           | 嵐来たり去る                 | Arashi rai tari saru               | The Storm Came and Went                                                                                  | Тосио Масуда                          |                           |
| 1967        | «Одинокий ястреб на набережной»                                                 | 波止場の鷹                   | Hatoba no taka                     | Lone Hawk of the Water Front                                                                             | Согоро Нисимура                       | Кэнъити Кусуми            |
| 1967        | «Мой любовник»                                                                  | 君は恋人                     | Kimi wa koibito                    | My Lover                                                                                                 | Такэити Сайто                         | Исидзаки                  |
| 1967        | «Золотая мафия»                                                                 | 黄金の野郎ども               | Ōgon no yarō domo                  | The Golden Mob                                                                                           | Мио Эдзаки                            | Эйдзи Татихара            |
| 1968        | «Путь якудзы»                                                                   | 遊侠三国志 鉄火の花道        | Tekka no hanamichi                 | The Sword Gamblers                                                                                       | Акинори Мацуо                         | Синдзиро Комура           |
| 1968        | «Солнце над Куробэ»                                                             | 黒部の太陽                   | Kurobe no taiyo                    | The Sands of Kurobe                                                                                      | Кэй Кумаи                             | Такэси Иваока             |
| 1968        | «Жизнь периода Сёва» («Человек бурной эпохи»)                                   | 昭和のいのち                 | Shōwa no inochi                    | Showa Era Life / Man of a Stormy Era                                                                     | Тосио Масуда                          | Синсукэ Кусака            |
| 1968        | «Я не забуду»                                                                   | 忘れるものか                 | Wasureru mono ka                   | I Shall Not Forget                                                                                       | Акинори Мацуо                         | Сиро Окабэ                |
| 1969        | «Знамёна самураев»                                                              | 風林火山                     | Fūrin kazan                        | Samurai Banners                                                                                          | Хироси Инагаки                        | Кэнсин Уэсуги             |
| 1969        | «Пять тысяч километров к славе»                                                 | 栄光への５０００キロ         | Eiko e no 5,000 kiro               | 5,000 Kilometers to Glory / Safari 5000                                                                  | Корэёси Курахара                      | Такаюки Годай             |
| 1969        | «Убийца»                                                                        | 人斬り                       | Hitokiri                           | Tenchu!                                                                                                  | Хидэо Гося                            | Рёма Сакамото             |
| 1969        | «Герои в шторм»                                                                 | 嵐の勇者たち                 | Arashi no yushatachi               | Heroes in a Storm / The Cleanup                                                                          | Тосио Масуда                          | Симадзи                   |
| 1970-е годы |                                                                                 |                              |                                    | |                                       |                           |
| 1970        | «Встреча на вершине горы Фудзи»                                                 | 富士山頂                     | Fuji sanchô                        | | Тэцутаро Мурано                       | Горо Умэхара              |
| 1970        | «Засада» («Засада в ущелье смерти»)                                             | 待ち伏せ                     | Machibuse                          | The Ambush                                                                                               | Хироси Инагаки                        | Ятаро                     |
| 1970        | «Одна солдатская авантюра»                                                      | ある兵士の賭け               | Aru heishi no kake                 | One Soldier’s Gamble / The Walking Major                                                                 | Кит Ларсен, Кодзи Сенно, Нубаки Сираи | Хироси Китабаяси          |
| 1970        | «Спартанское воспитание»                                                        | スパルタ教育 くたばれ親父    | Suparuta kyōiku kutabare oyaji     | | Тосио Масуда                          | Юсан Тагами               |
| 1970        | «Война и люди. Часть 1: Увертюры судьбы»                                        | 戦争と人間 第一部 運命の序曲 | Senso to ningen: Unmei no jokyoku  | Men and War                                                                                              | Сацуо Ямамото                         | Синодзаки                 |
| 1971        | «Мир человека» («Тень обмана»)                                                  | 男の世界                     | Otoko no sekai                     | A Man’s World / Shadoe of Deception                                                                      | Ясухару Хасэбэ                        | Тадао Конно               |
| 1971        | «Возрождённая земля»                                                            | 甦える大地                   | Yomigaeru daichi                   | The Earth is born again                                                                                  | Нобору Накамура                       | Кадзуя Уэмацу             |
| 1972        | «Охотники за тенями»                                                            | 影狩り                       | Kage gari                          | Shadow Hunters                                                                                           | Тосио Масуда                          | Дзюбэй                    |
| 1972        | «Охотники за тенями 2» («Эхо судьбы»)                                           | 影狩り ほえろ大砲            | Kage gari: Hoero taihô             | Shadow Hunters 2: Echo of Destiny                                                                        | Тосио Масуда                          | Дзюбэй                    |
| 1973        | «Вознаграждение за измену»                                                      | 反逆の報酬                   | Hangyaku no hōshū                  | | Юкихиро Савада                        | Тэцуо Окита               |
| 1976        | «Замёрзшая река»                                                                | 凍河                         | Tōga                               | The Frozen River                                                                                         | Коити Сайто                           | Итиро Тацуно              |
| 1980-е годы |                                                                                 |                              |                                    | |                                       |                           |
| 1982        | «Космический пират капитан Харлок: Аркадия моей юности» (анимэ)                 | わが青春のアルカディア       | Waga seishun no Arcadia            | Space Pirate Captain Harlock: Arcadia of My Youth                                                        | Томохару Кацумата                     | призрак Харлока I (голос) |